# Кораб (хребет)
Кораб (мак. Кораб, алб. Korabi) — гірський хребет в Македонії та Албанії. На хребті знаходиться найвища точка в Республіці Македонія — гора Голем Кораб (або Кораб), висота якої досягає 2764 м над рівнем моря. Кораб — це гірський ланюг, який простягається з півдня на північ.
Через унікальні природні особливості, частина гори, що підходить до кордонів Македонії, у 1952 році визнана як частина національного парку "Маврово".

## Вершини
Крім найвищої вершини Голем Кораб також є ряд вершин, що мають висоту більше 2000 метрів, або близькі до двохтисячників.
- Кораб 2 (2753 м)
- Кораб 3 (2745 м)
- Мала Корапська Врата (2727 м)
- Радомирскі Врв (2716 м)
- Мал Кораб (2683 м)
- Кепі Бард (2617 м)
- Црна Чука (2572 м)
- Бел Врв (2532 м)
- Боазі (2510 м)
- Белі-Ямі (2494 м)
- Шуплів Камен (2440 м)
- Дерза (2403 м)
- Циганскі Врв (2398 м)
- Кабаш  (2395 м)
- Свртен Камен (2380 м)
- Зіберова Кула (2377 м)
- Ністровскі-Кораб (2356 м)
- Рибнічка Скала (2305 м)
- Лівадічкі Врв (2274 м)
- Црн Камен (Кобилино-Поле) (2248 м)
- Високо Брдо (2245 м)
- [[Плоча (2235 м)
- Яворско-Брдо (2155 м)
- Капі-Джамія (2116 м)
- Куртово-Чуле (2082 м)
- Шило (2044 м)
- Піркі (2036 м)
- Махія-Мада (2002 м)
- Бабин Камен (1956 м)
- Пройжаба (1939 м)
- Црн Камен (Врбяни) (1885 м)

## Гідрологія

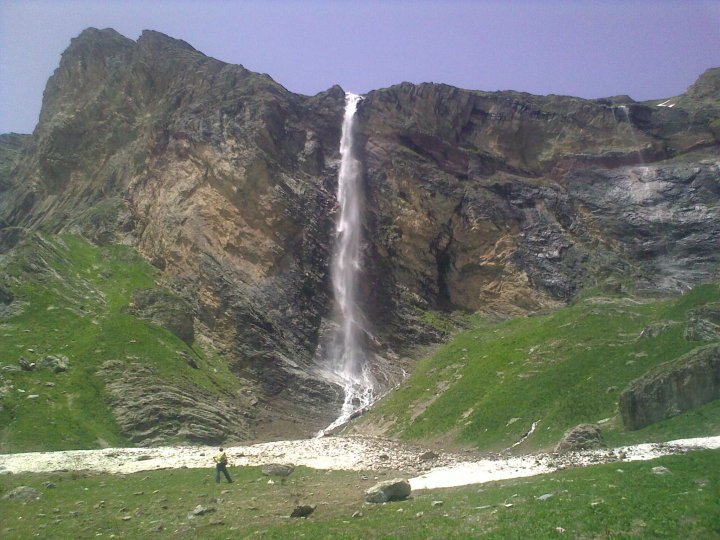
Корабський водоспад

Через хребет протікають річки, які є притоками річок Радика та Чорний Дрин. На території національного парку «Маврово» розташований водоспад Кораб. Є низка озер, найвище розташоване на висоті 2500 м — Велике Корабське озеро (мак. Големо Корапско Езеро).

## Галерея

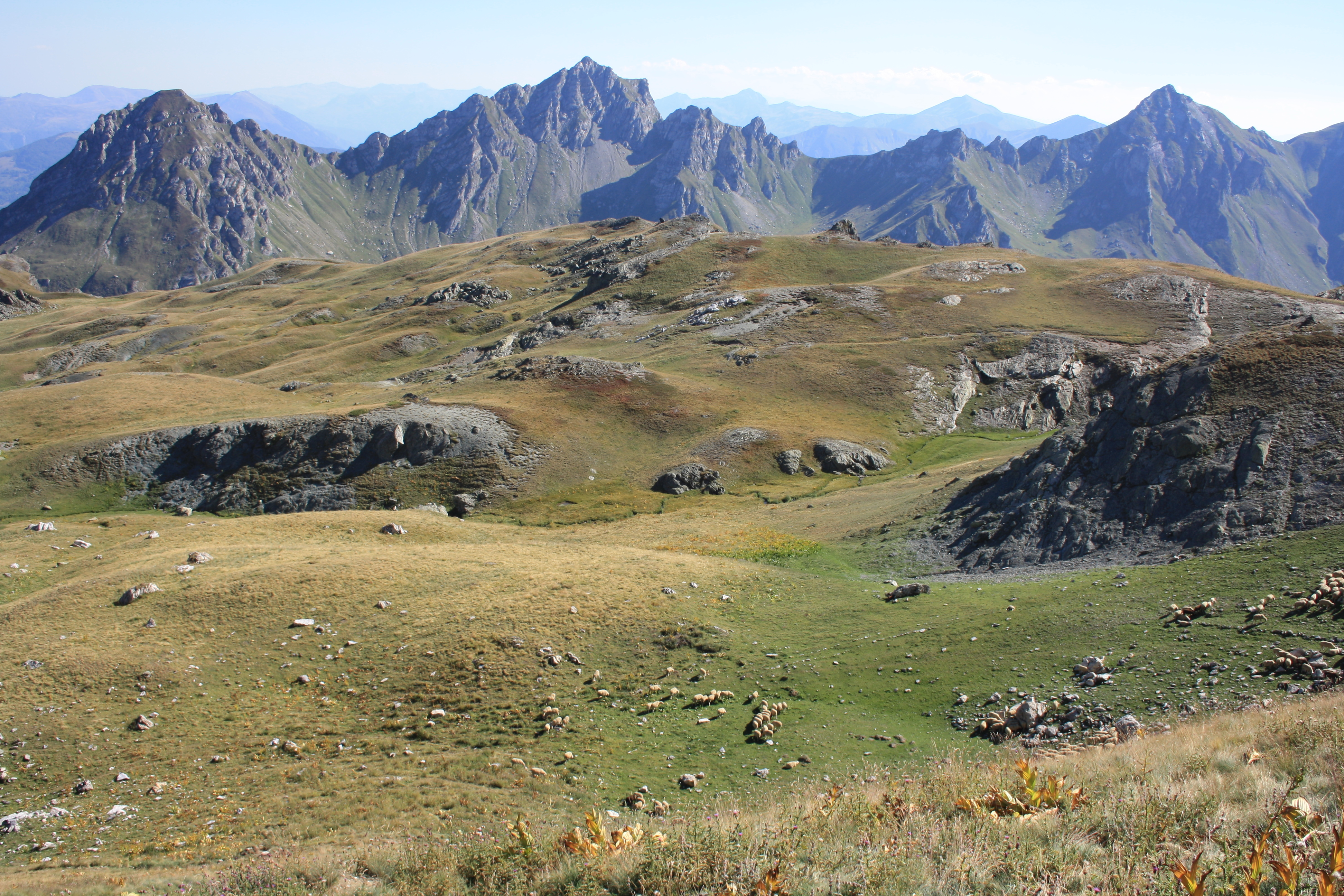
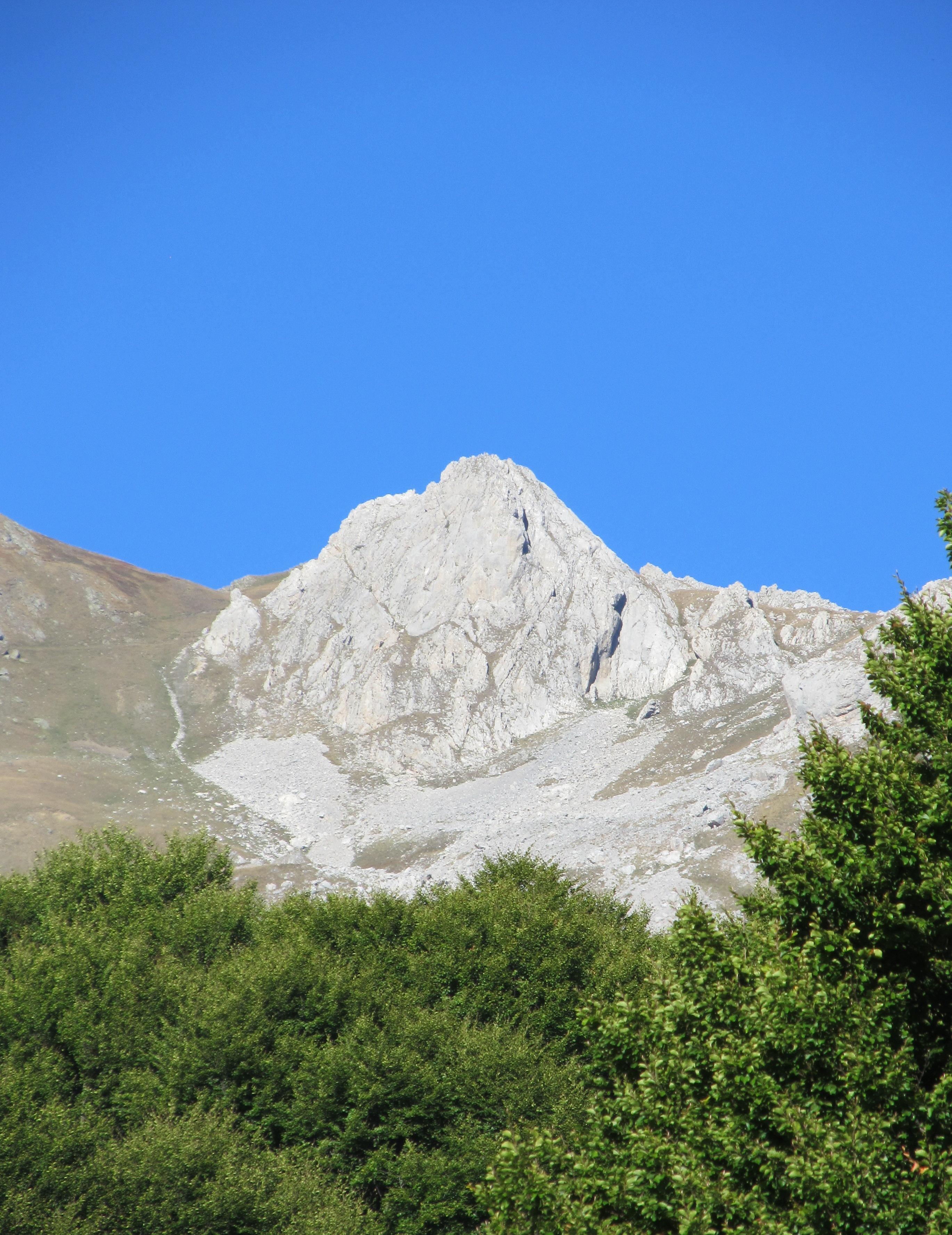
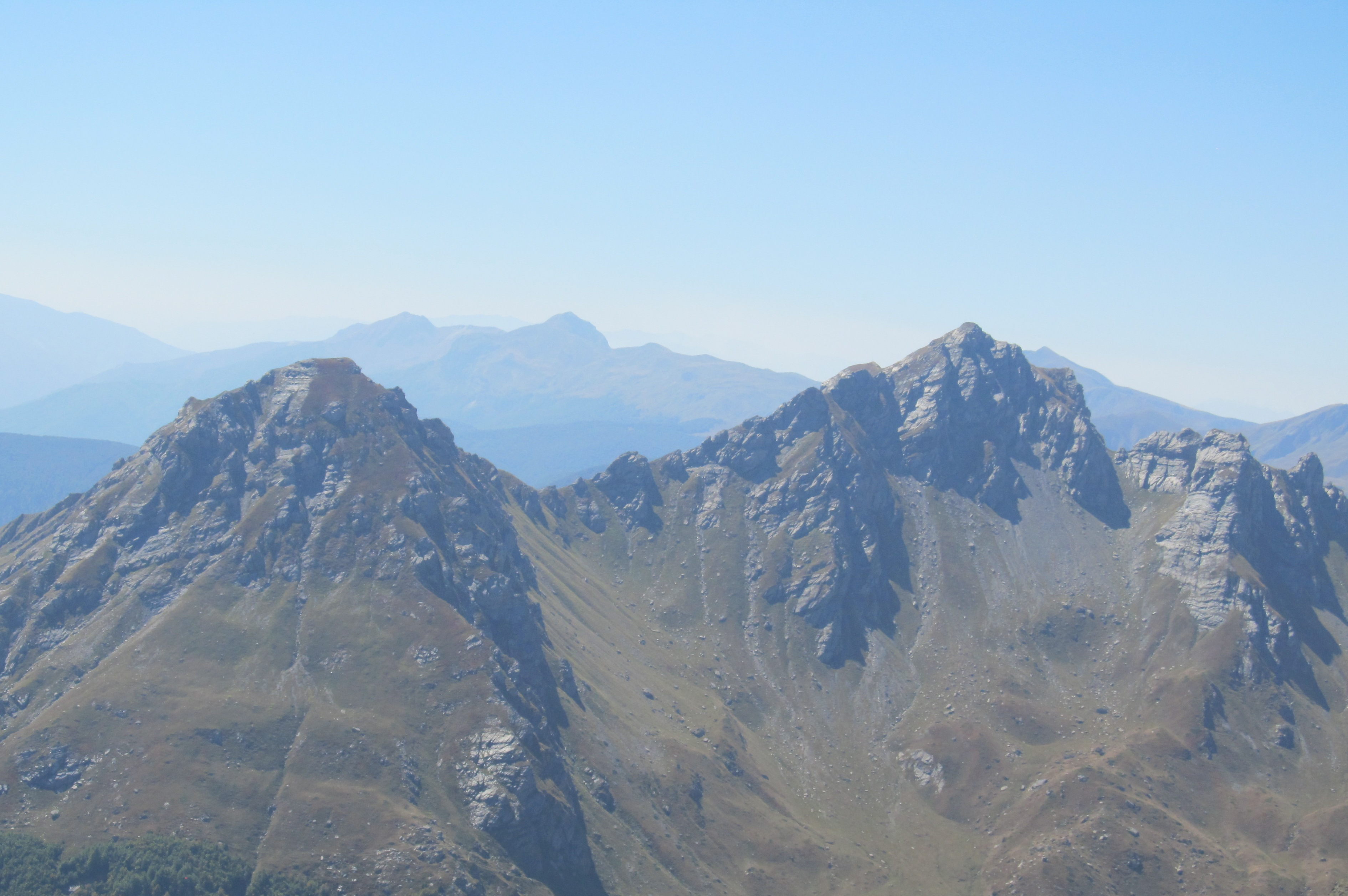
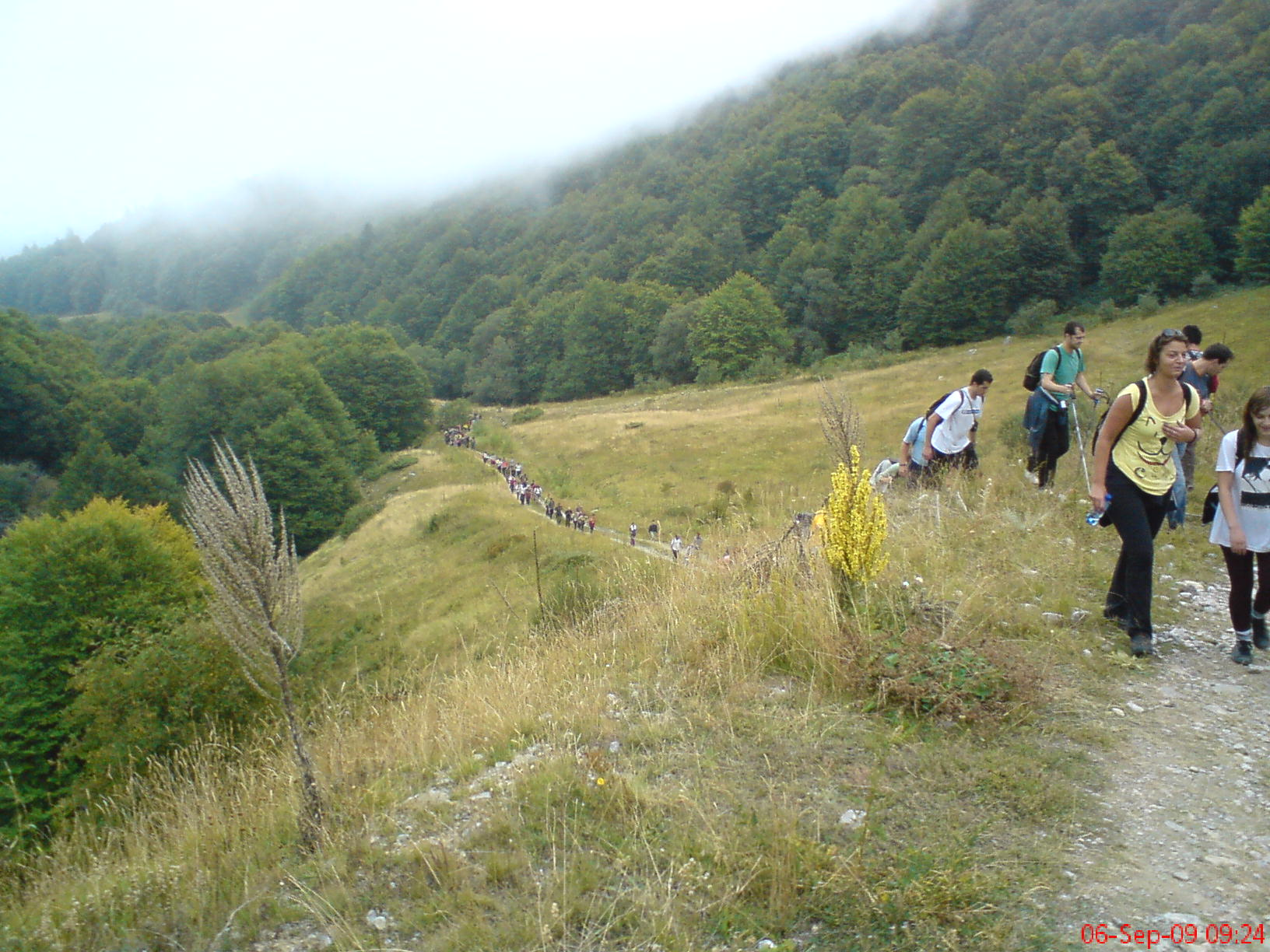
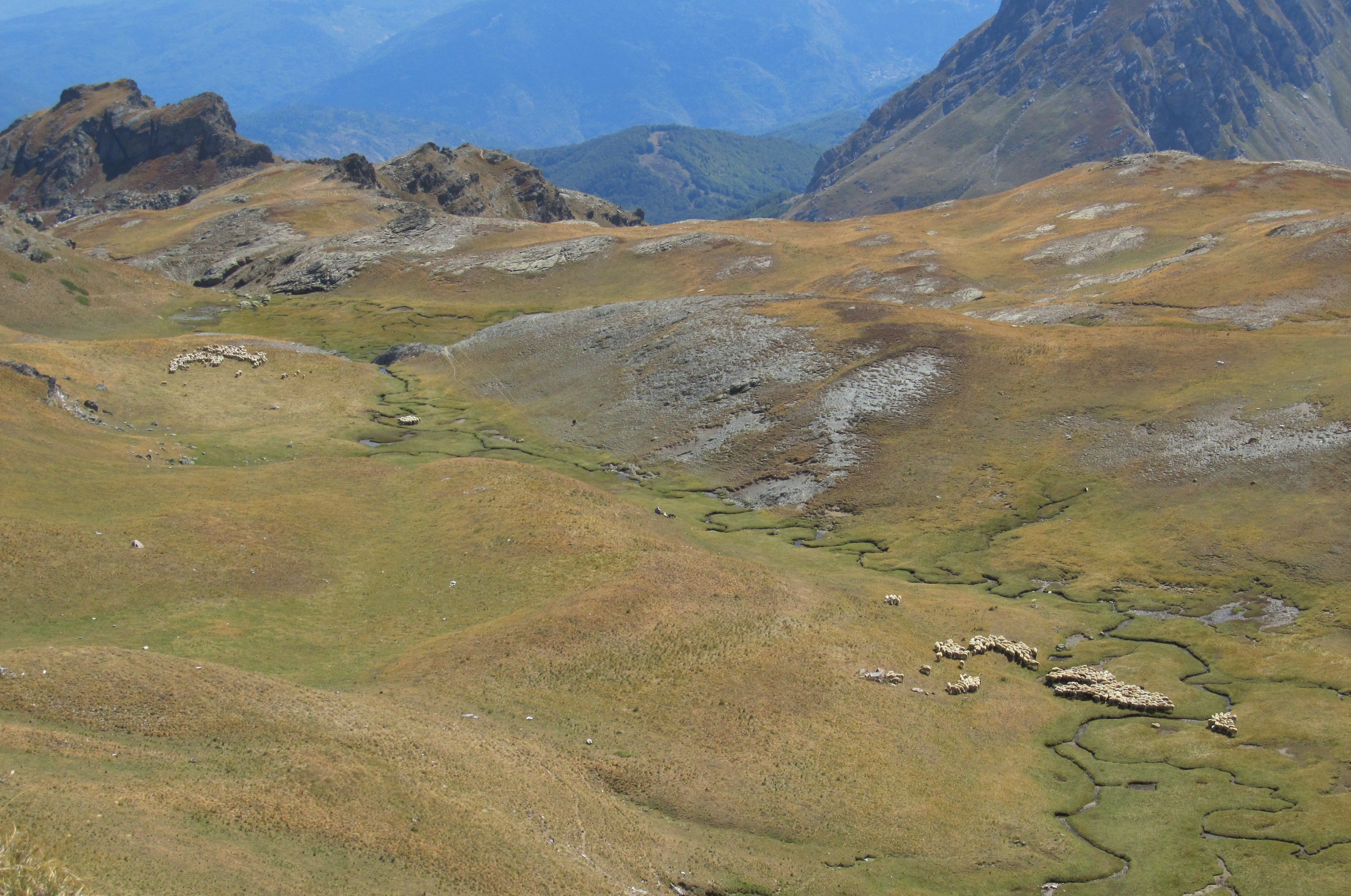
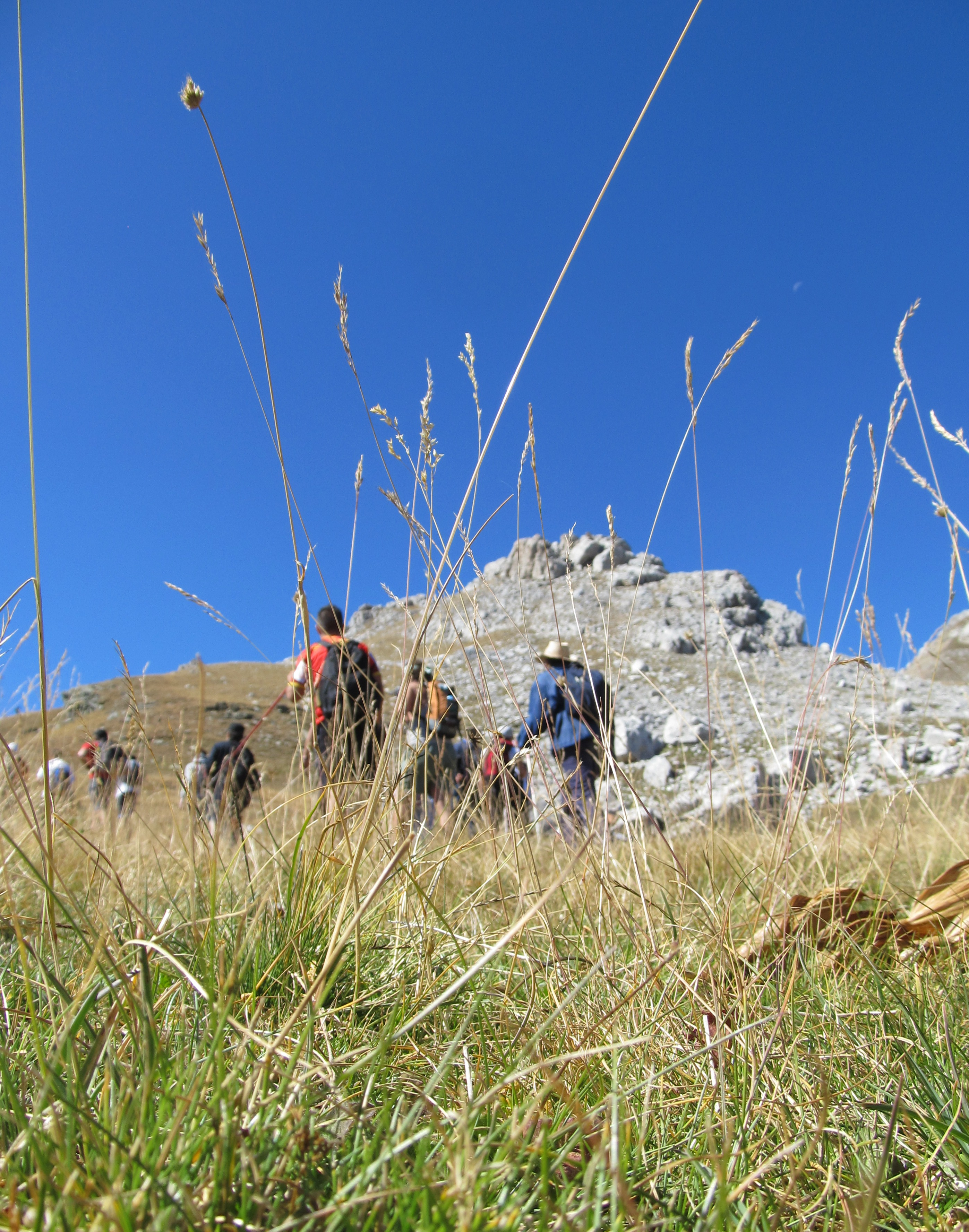
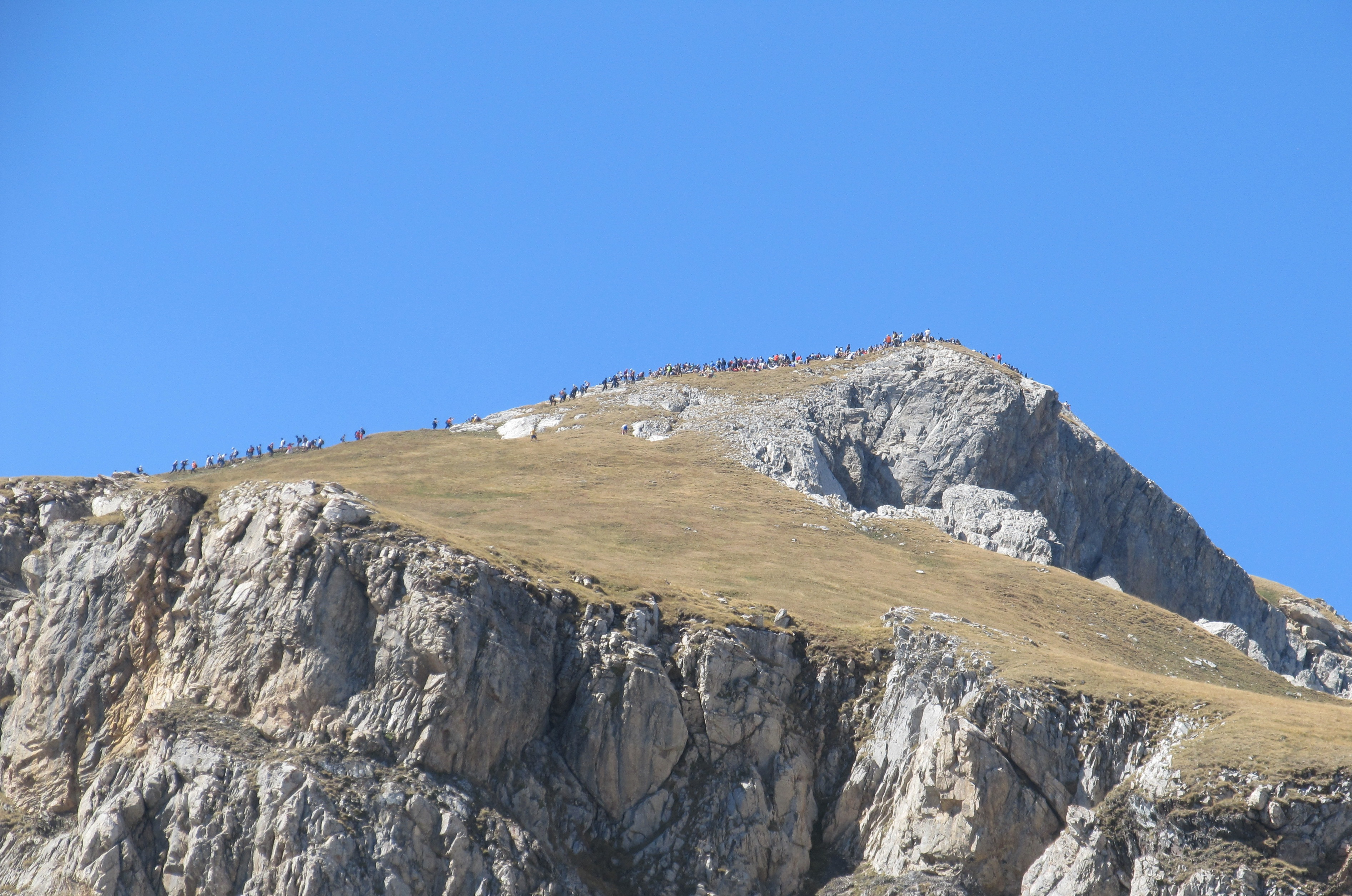
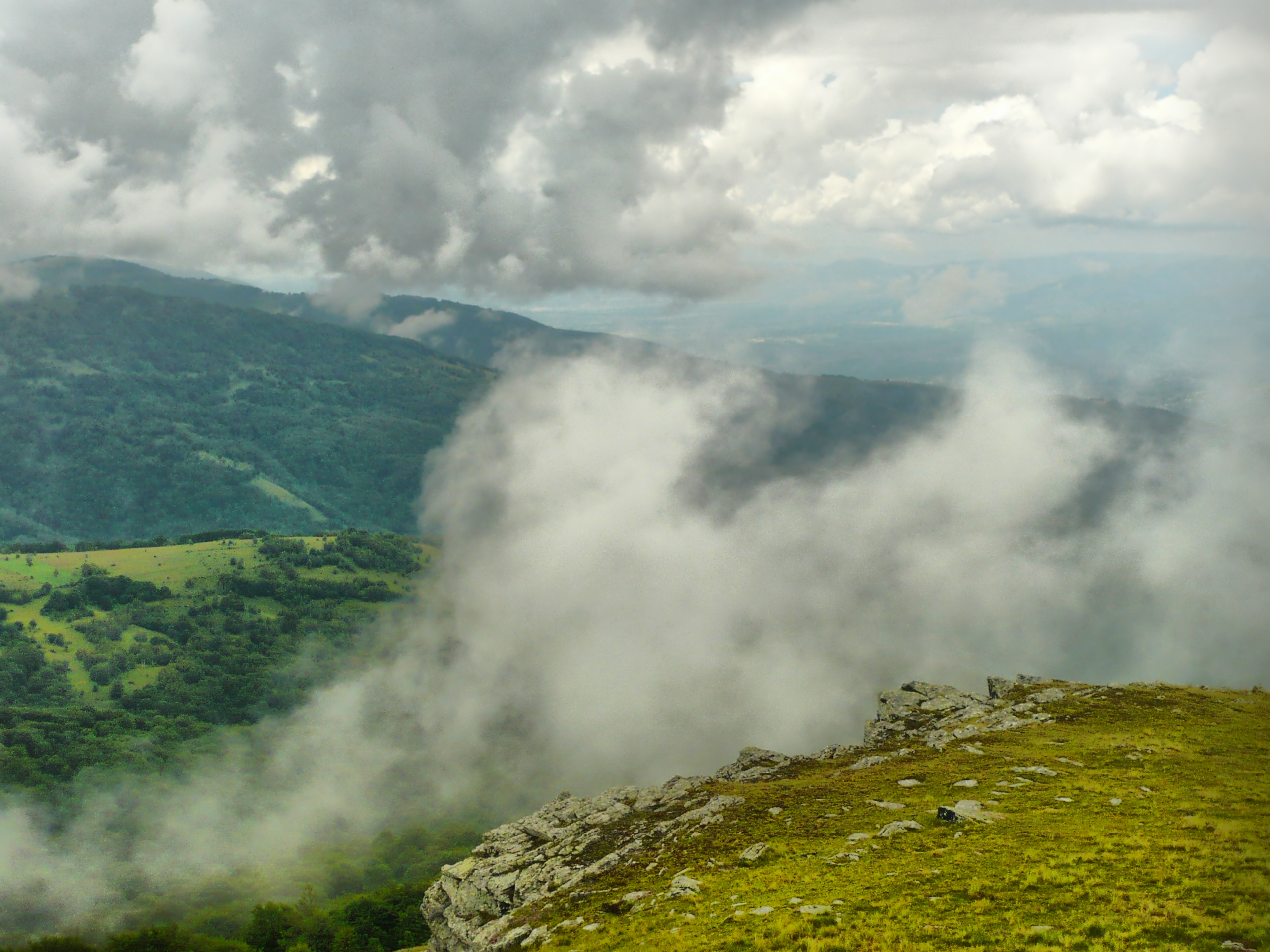
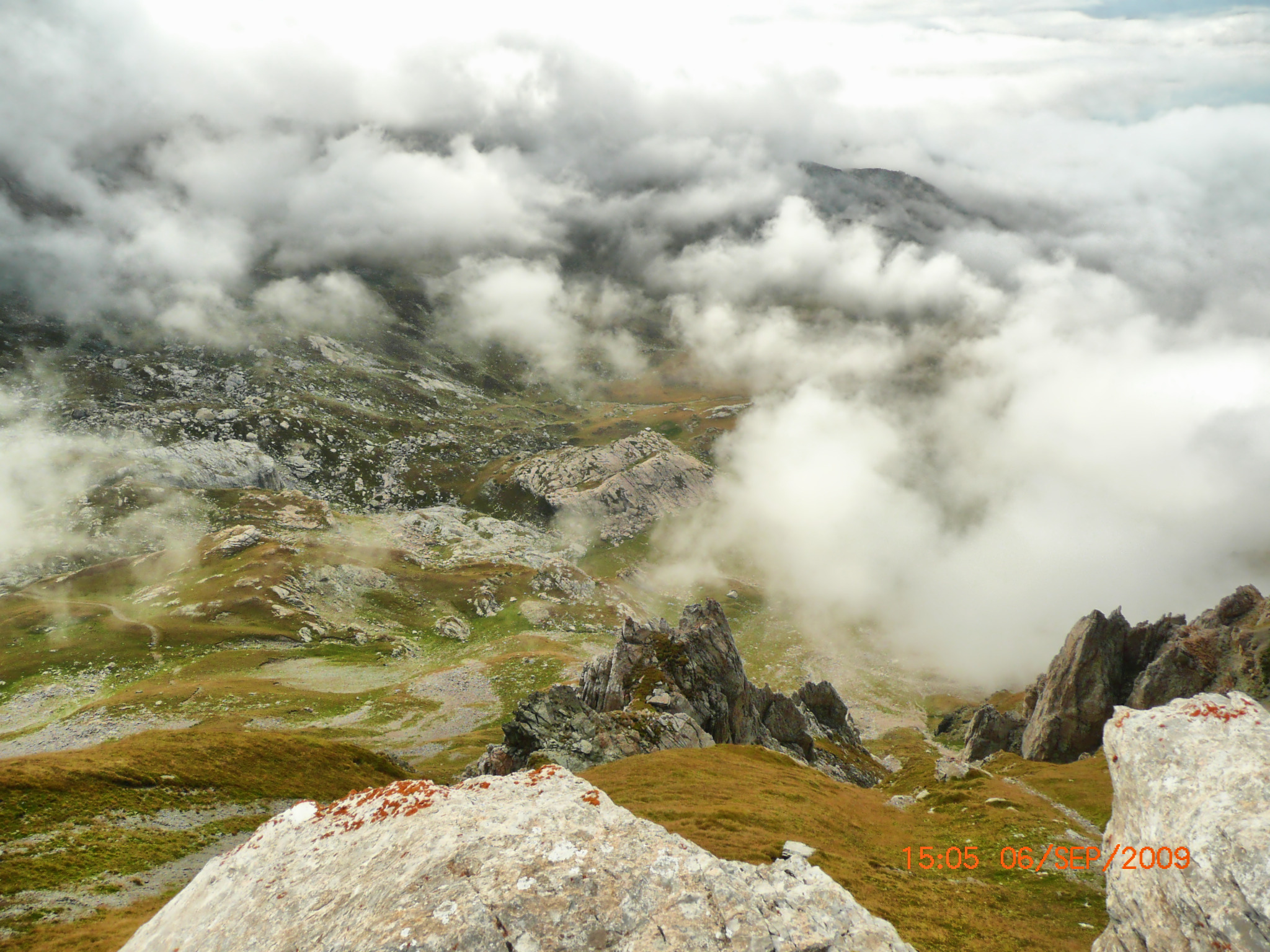
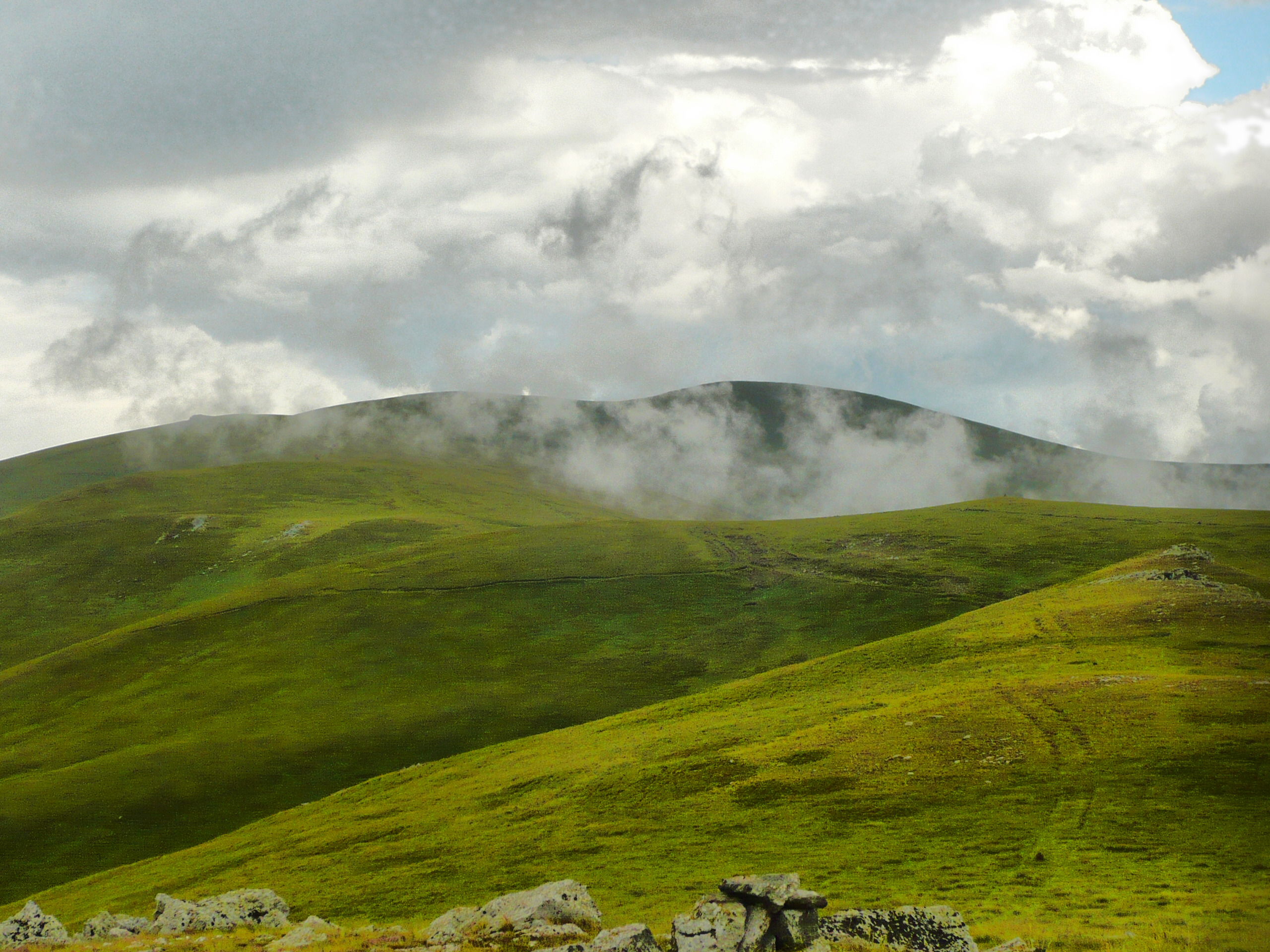
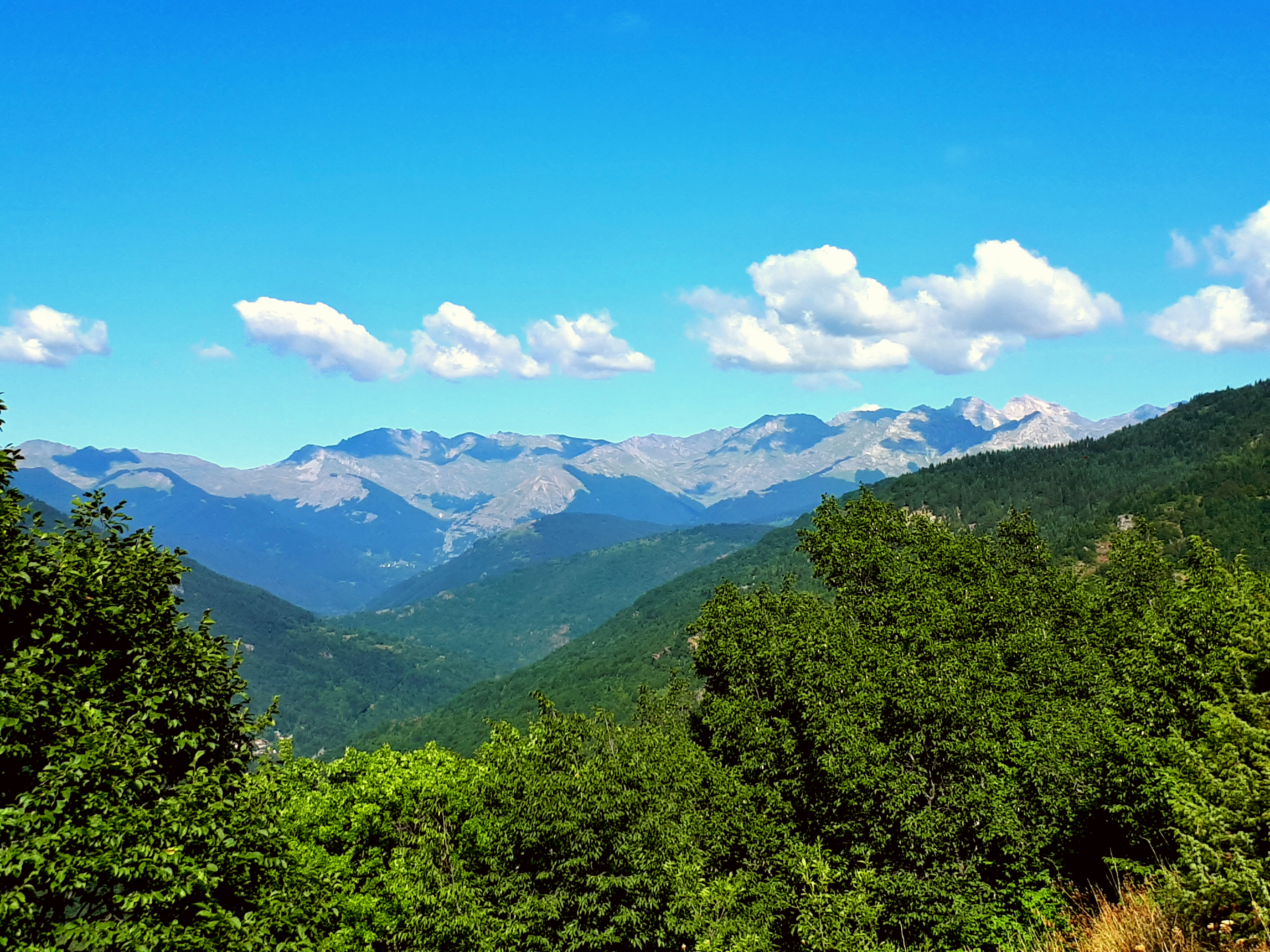
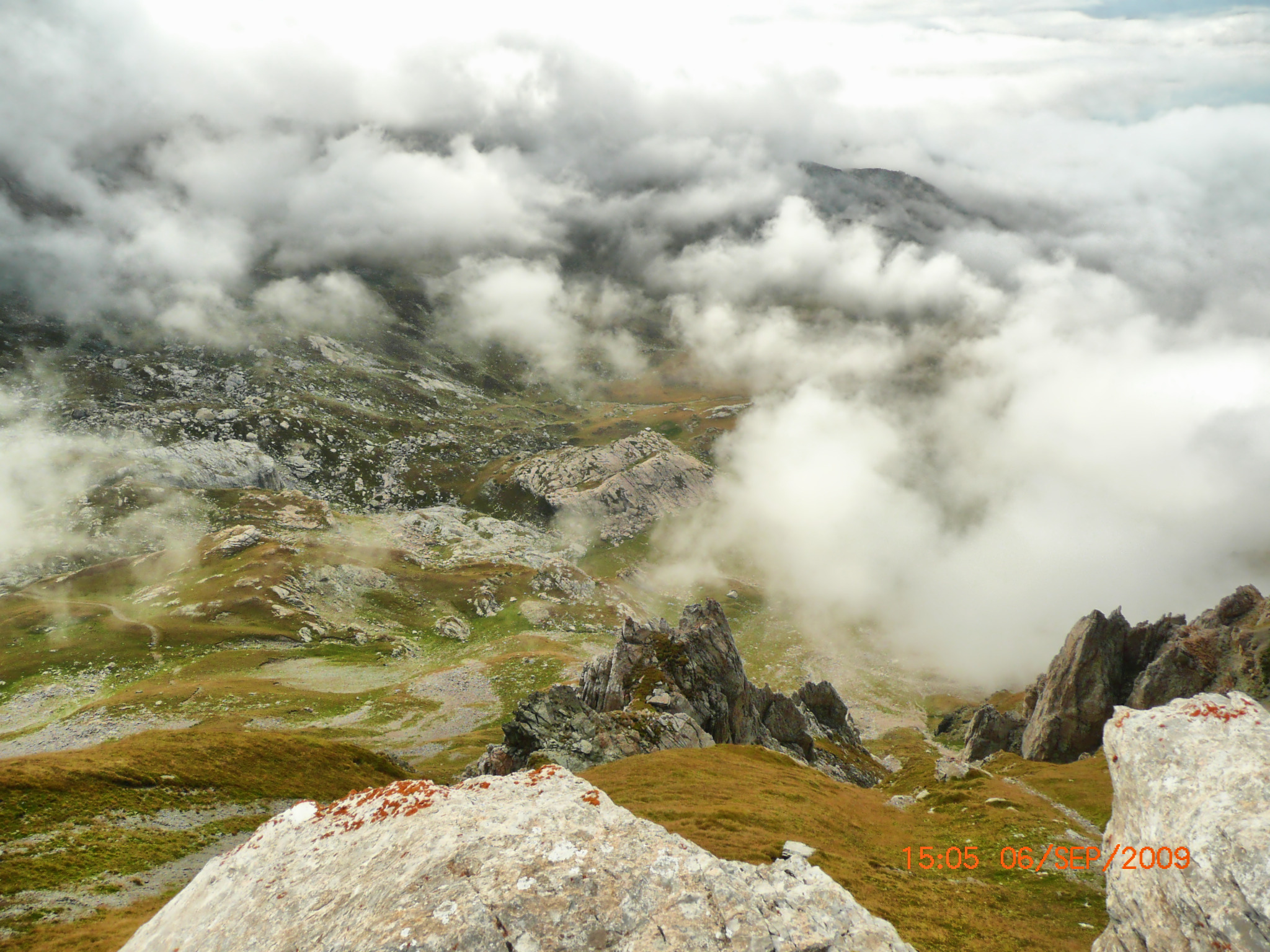
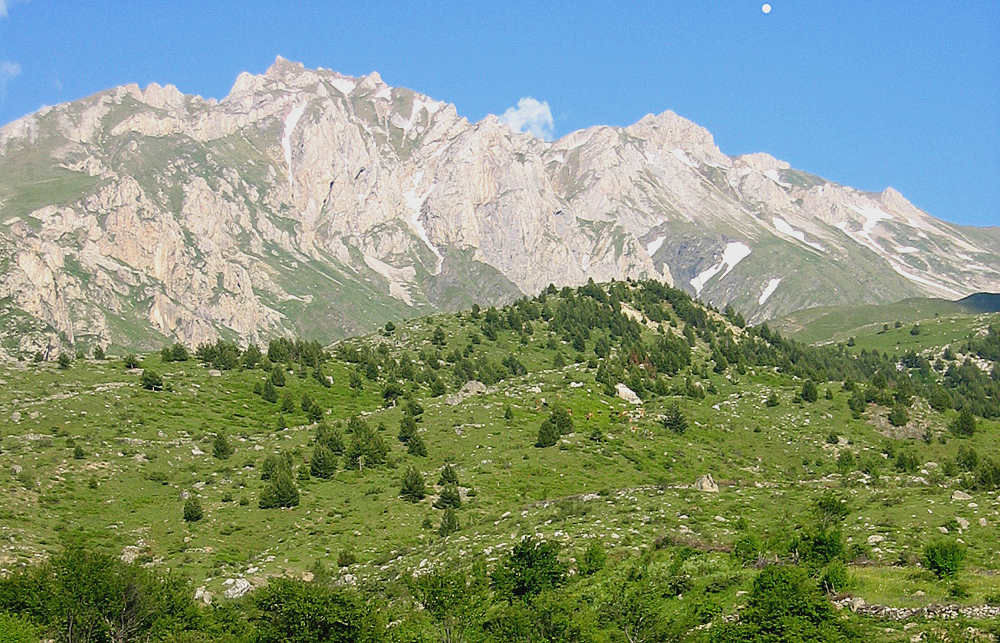